# 蒙特利尔圣母圣殿
圣母圣殿 （法語：Basilique Notre-Dame de Montréal）是一座罗马天主教的宗座圣殿，位于加拿大蒙特利尔老城区的圣母西街110号，与圣叙尔皮斯街转角，毗邻圣叙尔皮斯神学院，面对兵器广场（Place d'Armes）。教堂始建於1672年。
圣母圣殿为哥特复兴式建筑，内部宏伟，色彩绚丽，天花板为浅蓝色，装饰金色的星星，其余地方蓝色，红色，紫色，银色和金色。内部有数百木雕。不寻常的是，花窗玻璃没有描绘圣经的场景，而是描绘蒙特利尔宗教历史的场景。还有一台Casavant Frères管风琴。